# Костандин IV
Костандин IV (реже: III; арм. Կոստանդին Դ; 17 апреля 1313 — 21 декабря 1362) — король Армении (1344—1362) из династии Хетумидов.

## Биография

### До воцарения
Константин был сыном Балдуина, представителя княжеского дома Нгрянов, племянника царя Хетума I и приходился дальним кузеном своему предшественнику, Константину III. После убийства Константина III в 1344 году он попытался уничтожить всех соперников-претендентов на престол. Он приказал убить племянников Константина III, Бемона и Левона, однако последним удалось спастись, сбежав на Кипр. После ликвидации соперников, Константин принял царствование как Константин IV.

### Царствование
Период царствования Константина IV пришёлся на трудные для Киликии времена. Безопасности страны угрожали соседние мусульманские государства.
В 1346 году Константин, объединив силы армянских князей, изгнал из страны вторгнувшиеся войска мамлюков и туркменов и освободил стратегически важную крепость Капан. Летом 1347 года разгромил напавшие на Киликию войска Египетского султаната, а осенью того же года при поддержке кипрского флота освободил портовый город Айас. Пользуясь своими успехами на фронте, Костандин попытался установить мир с египтянами. Однако султан Египта отверг предложение Костандина и, заручившись поддержкой алеппского эмира и Конийского султаната, возобновил войну. В ходе войны мамлюки захватили порт Айас, конийские туркмены — крепость Паперон, а алеппский эмир — восточные регионы Киликии.
В 1348—1349 годах, пользуясь междоусобицами за трон в Египте, Костандин в союзе с рыцарями ордена госпитальеров, одержав победу над войсками эмира Алеппо, дошёл до берегов Александреттского залива.
Разочаровавшись в ложных обещаниях помощи от папства и западных стран, в 1361 году по поручению Константина IV и Католикоса Месропа I Артазеци был созван VIII Сисский собор. Католикос отверг унию с римской церковью и повелел убрать из обрядов Армянской церкви все нововведения, которые были результатом пролатинской политики киликийских царей.
Константин IV умер своей смертью в 1362 году, его преемником стал двоюродный брат, Костандин V.

## Семья
Константин был женат на Марии, дочери князя Корикоса Ошина и Жанны Анжуйской. От брака с Марией у него было двое сыновей Ошин (ум. 1356) и Левон (1338—1357), оба умерли в молодости.

## Нумерация
Костандин IV иногда нумеруется как III или V. Правители Киликии официально приняли титул «король» после коронации князя Левона II Рубиняна в 1198 году. Если вести нумерацию правителей Киликии начиная с Левона II (после воцарения Левон I), то Костандин будет уже не IV, а III.
Также при нумерации Костандина (по критерию «правитель») некоторые авторы нумеруют его как V-го. В 1129 году после смерти правителя Киликии Тороса I трон унаследовал его сын Костандин II который после несколько месяцев правления умер вследствие дворцовых интриг. Однако существование Костандина, сына Тороса оспаривается некоторыми другими авторами (например Яков Казарян, Ваан Куркджян).